# Stari Log, Slovenska Bistrica
Stari Log je naselje v Občini Slovenska Bistrica.